# Mistrovství Československa jednotlivců na klasické ploché dráze 1980
Mistrovství Československa jednotlivců na klasické ploché dráze 1980 bylo tvořeno 6 závody.

## Závody
Z1 = Plzeň - 15. 5. 1980
Z2 = Březolupy - 17. 5. 1980
Z3 = Zohor - 18. 5. 1980
Z4 = Pardubice - 25. 6. 1980
Z5 = Slaný - 26. 6. 1980
Z6 = Praha - 28. 6. 1980

## Celkové výsledky
| Pořadí | Jméno             | Klub              | Body | Body celkem |
| ------ | ----------------- | ----------------- | ---- | ----------- |
| 1.     | Jiří Štancl       | Rudá hvězda Praha |      | 86          |
| 2.     | Václav Verner     | Rudá hvězda Praha |      | 69          |
| 3.     | Petr Ondrašík     | Rudá hvězda Praha |      | 69          |
| 4.     | Aleš Dryml        | Pardubice         |      | 67          |
| 5.     | Zdeněk Kudrna     | Rudá hvězda Praha |      | 62          |
| 6.     | Jan Verner        | Rudá hvězda Praha |      | 61          |
| 7.     | Milan Špinka      | Rudá hvězda Praha |      | 52          |
| 5.     | Petr Kučera       | Pardubice         |      | 49          |
| 9.     | Jan Hádek         | Plzeň             |      | 36          |
| 10.    | Josef Minařík     | Slaný             |      | 33          |
| 11.    | Jiří Svoboda      | Rudá hvězda Praha |      | 33          |
| 12.    | Jiří Jirout       | Pardubice         |      | 32          |
| 13.    | Jindřich Dominik  | Plzeň             |      | 26          |
| 14.    | Ladislav Hradecký | Rudá hvězda Praha |      | 21          |
| 15.    | Josef Jůza        | Pardubice         |      | 20          |
| 16.    | Karel Voborník    | Slaný             |      | 2           |
| 15.    | Jan Klokočka      | Slaný             |      | 2           |
| 18.    | Zdeno Vaculík     | Žarnovica         |      | 0           |